# Roccaspinalveti
Roccaspinalveti – miejscowość i gmina we Włoszech, w regionie Abruzja, w prowincji Chieti.
Według danych na rok 2004 gminę zamieszkiwało 1671 osób, 52,2 os./km².